# 1640
1640. је била проста година.

## Рођења

### Јун
- 9. јун — Леополд I, цар Светог римског царства

## Смрти
- Мурат IV(Умро због цирозе јетре).